# Kongregacja Chrześcijan
Zbór Brazylii lub Kongregacja Chrześcijan (Congregação Cristã no Brasil) – ewangelikalne wyznanie zielonoświątkowe w Brazylii, założone przez włosko-amerykańskiego misjonarza Luigiego Francescona w 1910 roku.
Zbór Brazylii liczy 2,3 mln wiernych w Brazylii i ok. 3,5 mln wiernych na świecie.

## Wierzenia
Wierzenia kongregacji chrześcijańskiej są określone w ich dwunastu artykułach wiary, a nauka kościoła jest zbieżna z szeroko rozumianą doktryną ewangelikalną. Wierzą w Trójcę Świętą, w nieomylność Biblii oraz w zbawienie przez wiarę w Jezusa Chrystusa. Przyjmują chrzest w Duchu Świętym oraz boskie uzdrowienie i cuda, w chrzest Duchem Świętym, przeżywanie pełni Ducha i Jego darów. Kościół wypełnia dwa sakramenty – chrzest wodny przez zanurzenie oraz Wieczerzę Pańską.
Nie praktykuje się chrztu niemowląt, tylko człowiek w wieku świadomym może zostać ochrzczony przez zanurzenie w wodzie
Ważną część kultu stanowi tzw. uwielbienie. Kobiety zobowiązane są podczas nabożeństw do nakrywania głów chustami. Wierni witają się nawzajem „pocałunkiem świętym”.

## Duchowni
W kongregacji chrześcijańskiej  nie ma podziału na duchownych i laików. Według doktryny wierzący powinni być „duchowi”, czyli pełni Ducha Świętego, by reprezentować Boga w świecie i zwiastować Jego zbawienie. Nie ma też hierarchii władzy, bo wszyscy są równi przed Bogiem. Istnieje natomiast podział ze względu na pełnioną służbę i odpowiedzialność (starsi, diakoni).
Kościół nie zbiera dziesięcin, a pracownicy kościoła nie są opłacani. Wydatki kościoła pokrywane są przez dobrowolne i anonimowe datki.

## Galeria

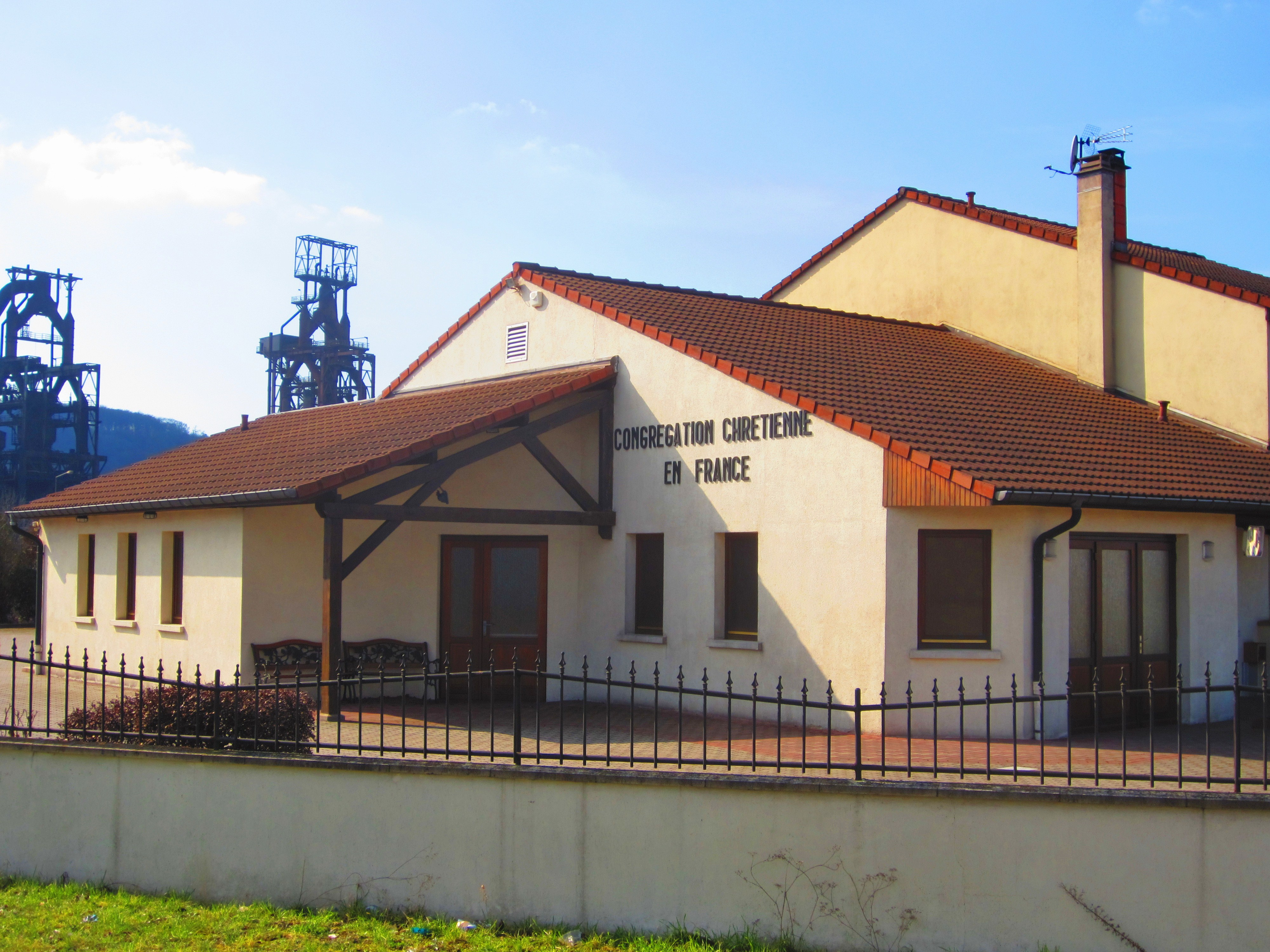
Zbór w Hayange, we Francji.
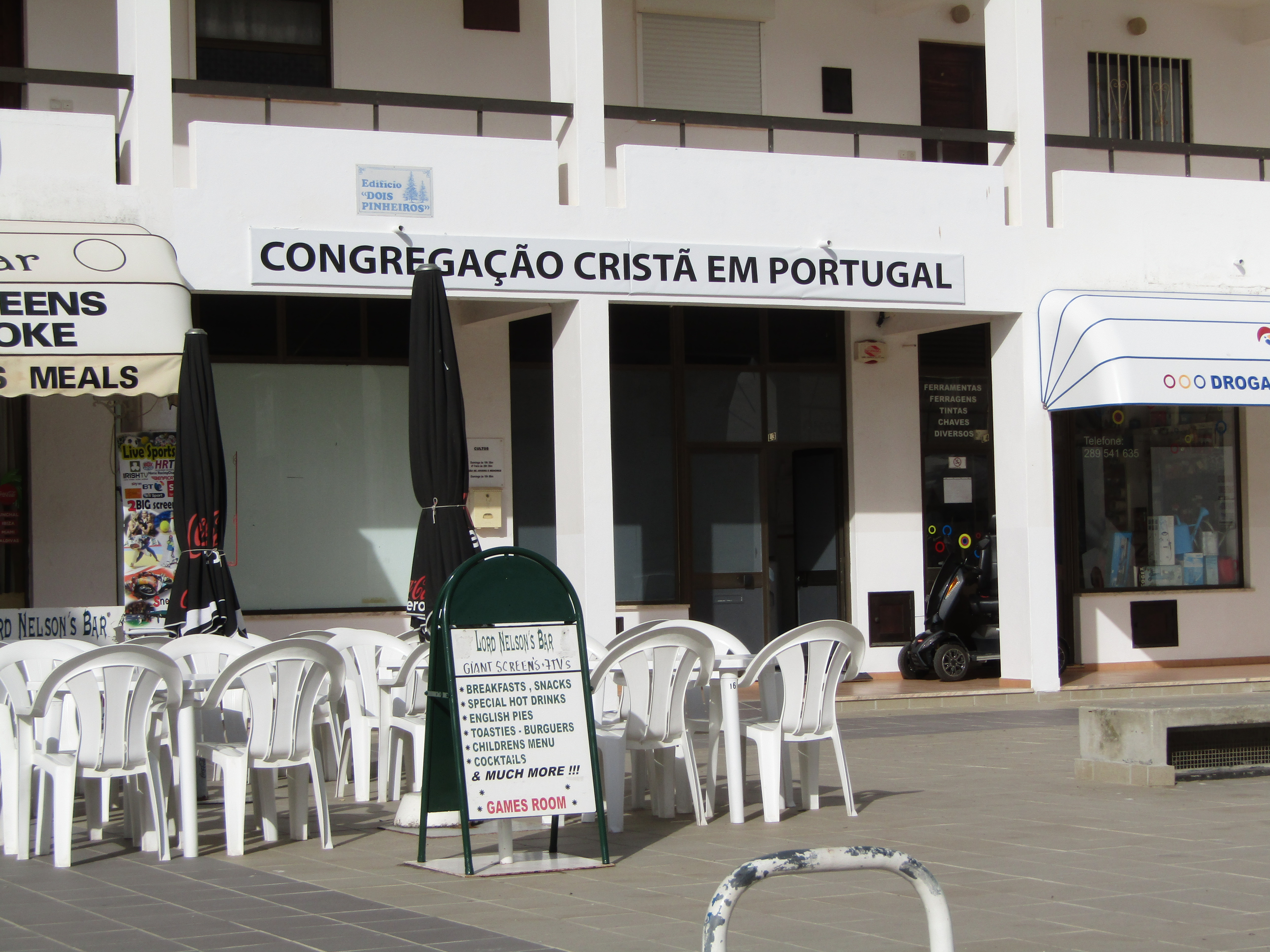
Zbór w Albufeira, w Portugalii.
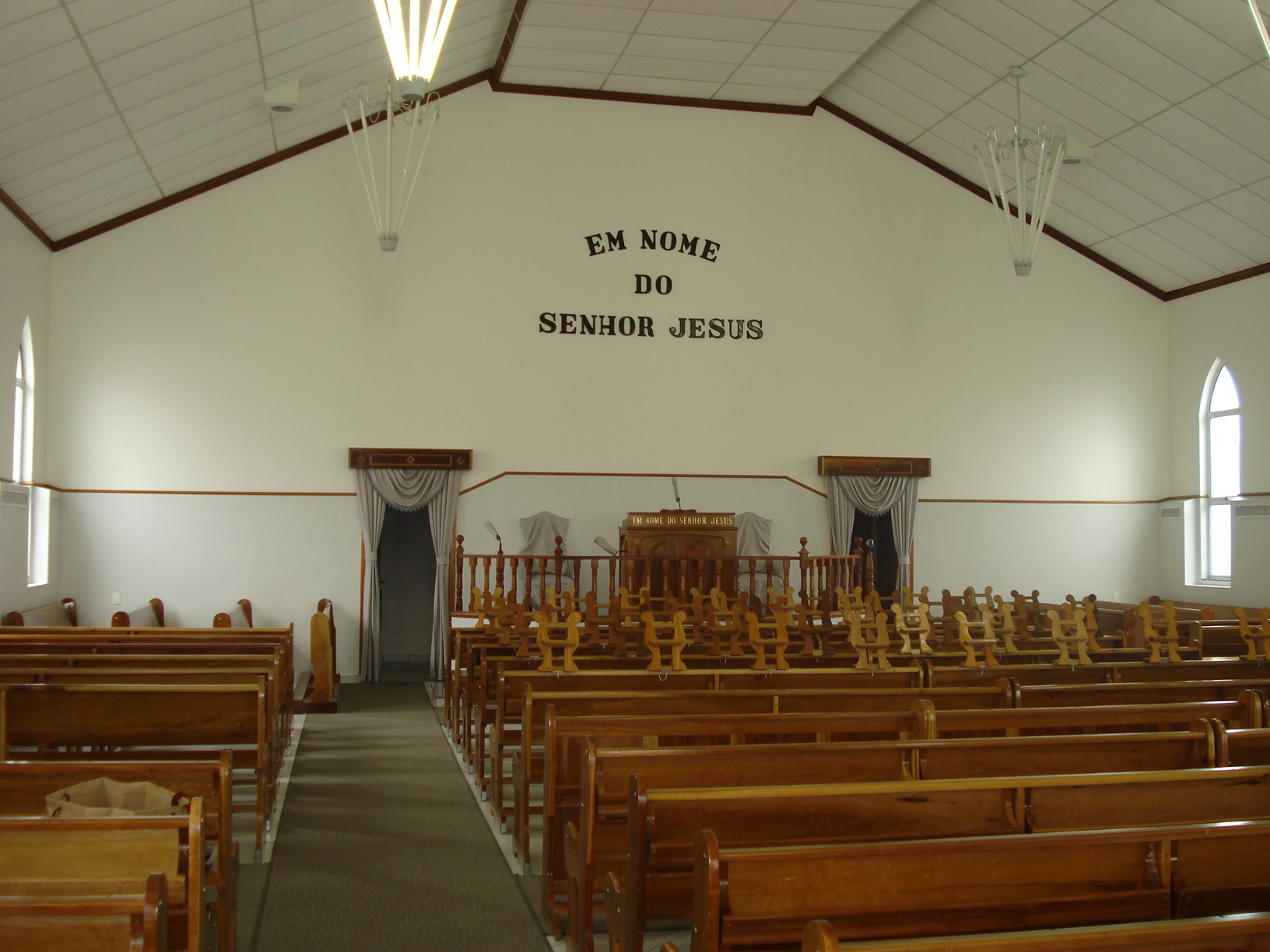
Wnętrze zboru w Santo André, w Brazylii.
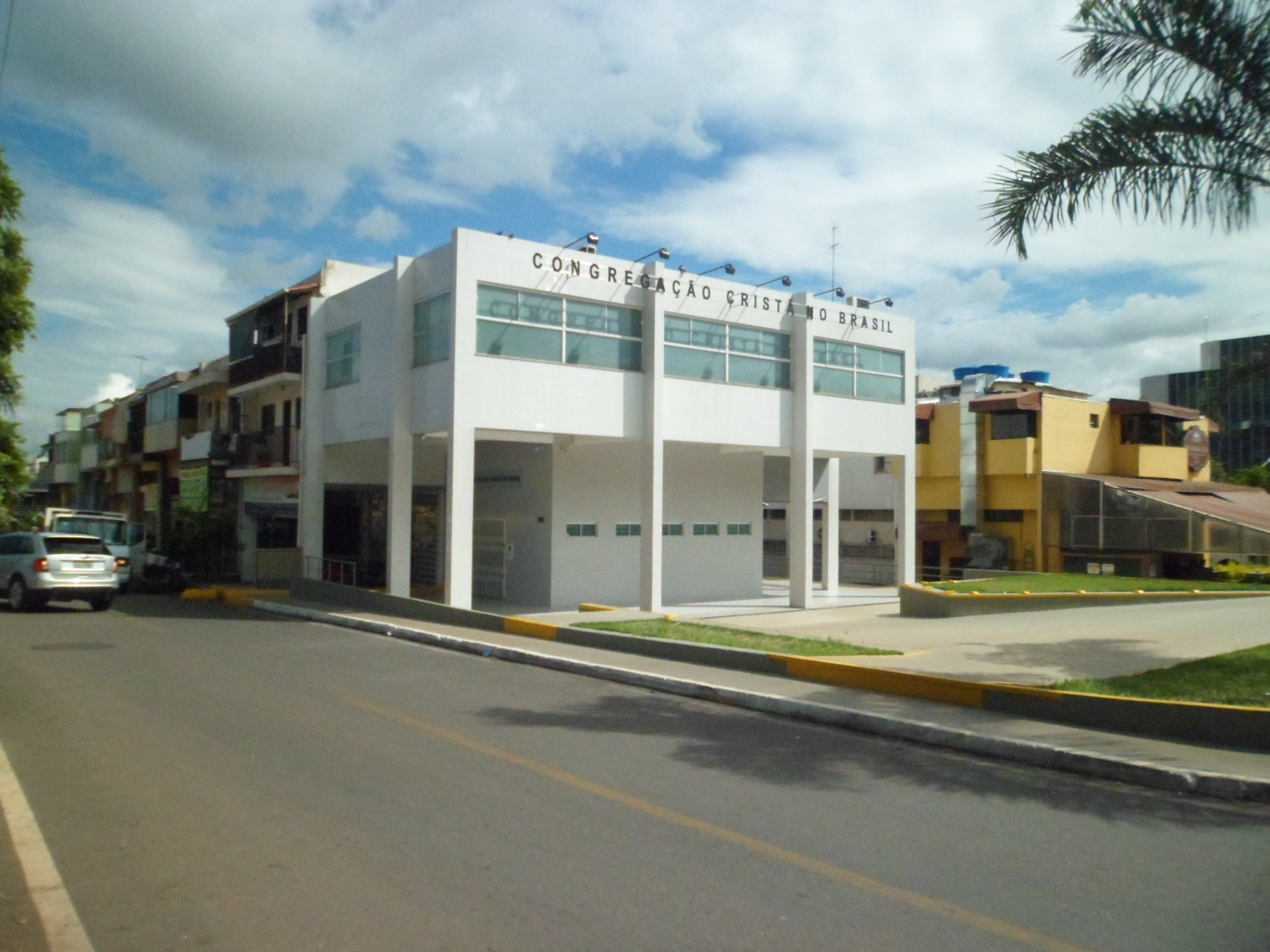
Zbór w Brasilii.
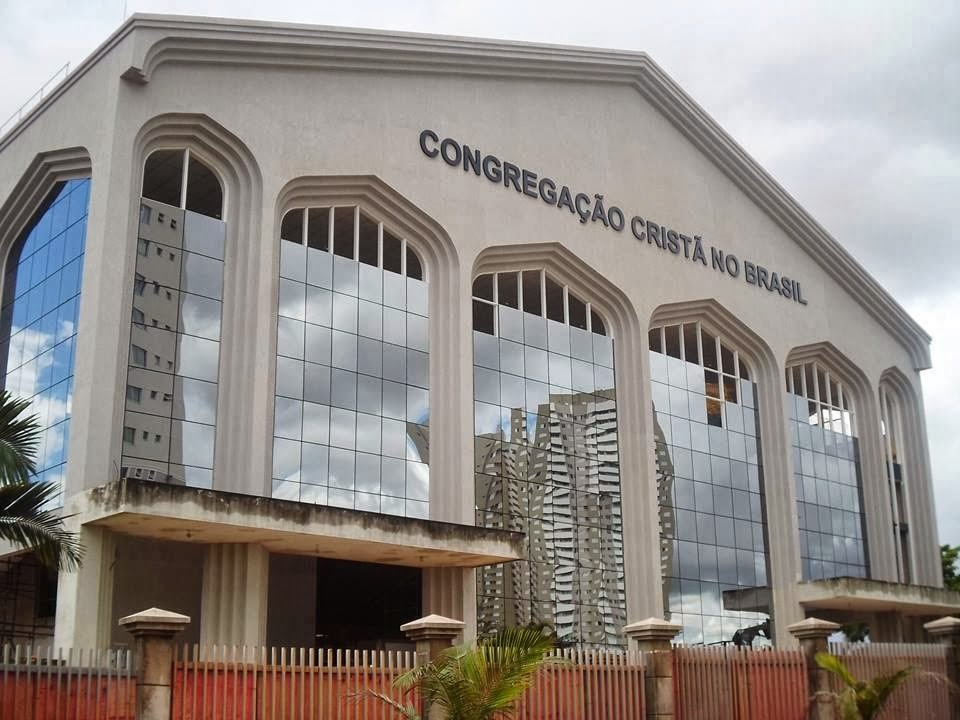
Świątynia w Goiânia, w Brazylii.